# Juan Bernat
Juan Bernat Velasco (ur. 1 marca 1993 w Cullerze) – hiszpański piłkarz, występujący na pozycji obrońcy w hiszpańskim klubie Getafe CF. W latach 2014–2019 reprezentant Hiszpanii. Złoty medalista Mistrzostw Europy U-19 2012.

## Kariera klubowa
27 sierpnia 2011 zadebiutował w pierwszej drużynie Valencii w wygranym 4:3 spotkaniu z Racingiem Santander. Na boisku pojawił się od pierwszych minut, a w przerwie został zdjęty, przy stanie 2:1 dla gości.
22 stycznia 2012 zagrał swoje drugie spotkanie w lidze, w zremisowanym 1:1 meczu z Osasuną.
7 lipca 2014 podpisał pięcioletni kontrakt z Bayernem Monachium. 22 sierpnia 2014 zadebiutował w Bayernie w wygranym 2:1 meczu z VfL Wolfsburg.
Pod koniec sierpnia 2018 został zawodnikiem Paris Saint-Germain.

## Kariera reprezentacyjna
12 października 2014 zadebiutował w reprezentacji Hiszpanii w wygranym 4:0 meczu eliminacji Mistrzostw Europy 2016 z Luksemburgiem, zdobywając w 88. minucie swojego pierwszego gola w kadrze.

## Sukcesy

### Bayern Monachium
- Mistrzostwo Niemiec: 2014/2015, 2015/2016, 2016/2017, 2017/2018
- Puchar Niemiec: 2015/2016
- Superpuchar Niemiec: 2016

### Hiszpania U-19
Mistrzostwa Europy U-19
- Mistrzostwo: 2012